# خوان أورانجو
خوان أورانجو (بالإسبانية: Juan Urango)‏ مواليد 4 سبتمبر 1980 في كولومبيا، هو ملاكم كولومبي يصنف ضمن فئة وزن الوسط. حقق بطولة الاتحاد الدولي للملاكمة.

## إحصائيات
خاض خلال مسيرته 28 نزالا، فاز في 24 وتعادل في 1 وخسر في 3. فاز بالضربة القاضية في 17 نزالا.

## روابط خارجية
- خوان أورانجو على موقع بوكس ريك (الإنجليزية) (registration required)